# Vienna-Gleichrichter
Ein Vienna-Gleichrichter, auch als Dreiphasen-Dreipunkt-Pulsgleichrichter bezeichnet, ist eine in der elektrischen Energietechnik verwendete Gleichrichterschaltung, um Dreiphasenwechselstrom in Gleichstrom umzuwandeln. Er zählt zu der Gruppe der gesteuerten Gleichrichter und wurde 1993 von Johann W. Kolar an der TU Wien entwickelt.

## Allgemeines

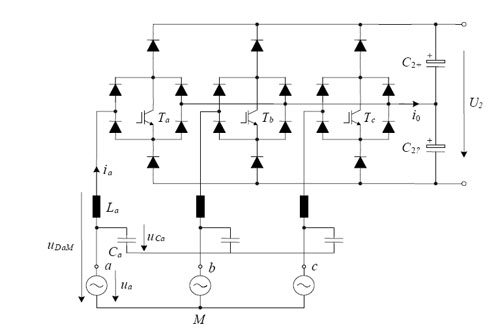
Schaltung eines Dreiphasen-Dreipunkt-Pulsgleichrichters

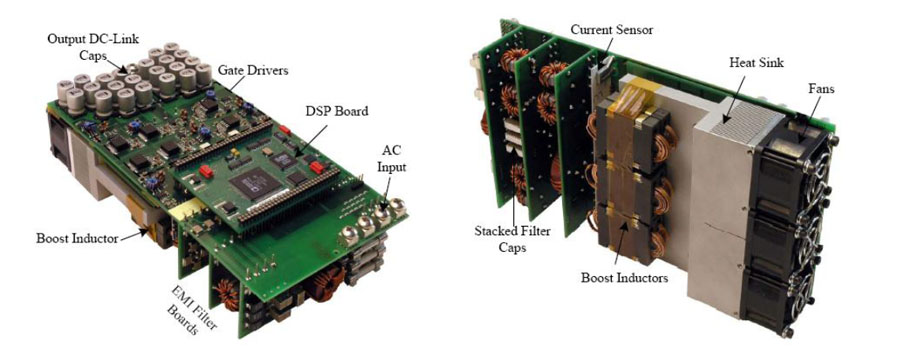
Modul eines Vienna-Gleichrichters für 400 V und einer Leistung von 10 kW

Der Vienna-Gleichrichter zeichnet sich im Gegensatz zu der herkömmlichen bei Drehstrom verwendeten Sechspuls-Brückenschaltung (B6) durch einen wesentlich geringeren Oberschwingungsanteil auf der Wechselspannungsseite aus und liefert, wenn man will, eine doppelt so hohe Gleichspannung. Aufgrund des fast sinusförmigen Stromverlaufes ist vor allem bei größeren Leistungen ein kleinerer Netzfilter und somit ein geringeres Volumen für den Gleichrichter nötig. Der Nachteil ist die aufwändige und notwendige elektronische Ansteuerschaltung, welche den Gleichrichter mittels Pulsweitenmodulation (PWM) ansteuert.
Durch die PWM-Ansteuerung des Gleichrichters, typischerweise kommen darin IGBTs zur Anwendung, kann die Ausgangsgleichspannung in bestimmten Bereichen gesteuert werden. Dabei kommt eine Form der Raumzeigermodulation zur Anwendung. Der Leistungsfluss ist bei diesem Gleichrichter nur von der Drehstromseite zur Gleichstromseite möglich.
Der Vienna-Gleichrichter wird angewendet als kompakter Ersatz der Sechspuls-Brückenschaltung und wo sonst voluminöse Netzfilter zur Erzielung eines fast sinusförmigen Stromverlaufes auf der Drehstromseite notwendig sind. Das umfasst beispielsweise:
- Stromversorgungseinheiten im Telekommunikationsbereich
- Unterbrechungsfreie Stromversorgungen
- Eingangsstufen für die Regler von Gleichstrommotoren.
- Windkraftanlagen